# ГЕС Rajjaprabha
ГЕС Rajjaprabha – гідроелектростанція на півдні Таїланду (Малайський півострів). Використовує ресурс із річки Khlong Saeng, лівої притоки Phum Duang, котра в свою чергу впадає ліворуч до Тапі незадовго до устя останньої на узбережжі затоки Бандон-Бей (басейн Сіамської затоки).
В межах проекту річку перекрили кам’яно-накидною греблею з глиняним ядром, яка носить назву Chieo Lan, має висоту 94 метри, довжину 761 метр (разом з прилягаючою дамбою 909 метрів) та потребувала 6,5 млн м3 матеріалу. На час її спорудження воду відвели за допомогою тунелю довжиною 0,5 км з діаметром 10 метрів. Крім того, існує допоміжна гребля висотою 50 метрів і довжиною 708 метрів, на яку пішло 1,6 млн м3, та чотири дамби висотою від 6 до 26 метрів і загальною довжиною 549 метрів. Разом ці споруди утримують водосховище з площею поверхні до 185 км2 та об’ємом 5639 млн м3 (корисний об’єм 4287 млн м3), в якому припустиме коливання рівня поверхні у операційному режимі між позначками 62 та 95 метрів НРМ.
Через тунель довжиною 245 метрів та діаметром 11,2 метра ресурс зі сховища подається до пригреблевого машинного залу, де розташовані три турбіни типу Френсіс потужністю по 80 МВт. При напорі від 45,5 до 83,5 метра вони забезпечують виробництво 554 млн кВт-год електроенергії на рік.
Для видачі продукції її напругу піднімають до 230 кВ.
Окрім виробництва електроенергії комплекс забезпечує зрошення 50 тисяч гектарів земель.